# 1975年电影

## 第十二屆金馬獎
- 最佳劇情片——《吾土吾民》（大眾電影公司）
- 最佳導演——劉藝《長情萬縷》
- 最佳男主角——秦祥林《長情萬縷》
- 最佳女主角——盧燕《傾國傾城》
- 最佳男配角——房哲譯《十八陣》
- 最佳女配角——譚琳《十八陣》
- 最佳編劇——房狄生《十八陣》